# 南昌蜂起

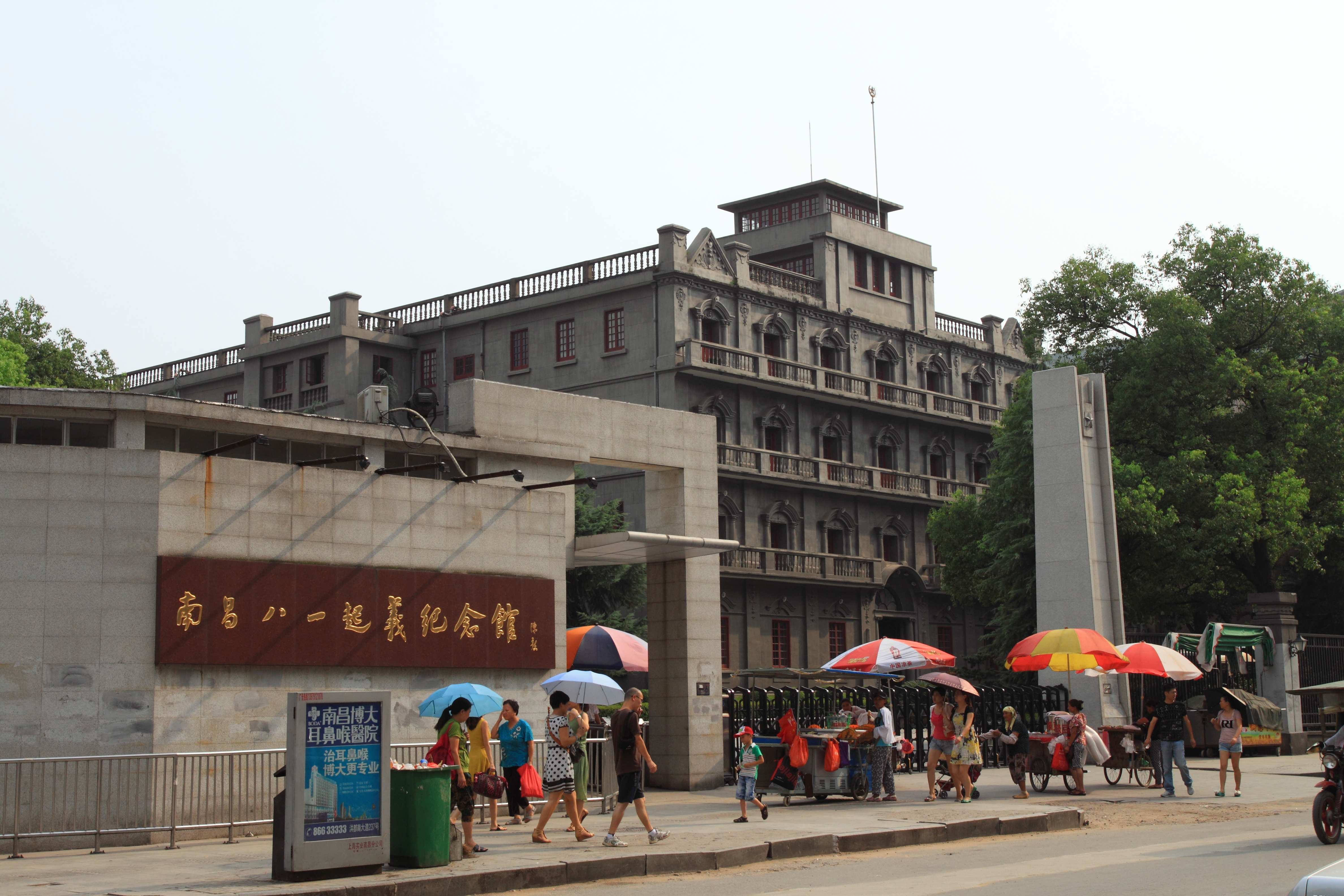
南昌八一起義紀念館

南昌蜂起（なんしょうほうき、南昌起義、南昌暴動）は、1927年8月1日に中国共産党が江西省南昌で起こした武装蜂起である。市内に司令部を設置して中国国民党革命委員会の看板を掲げた。中華人民共和国では南昌蜂起を記念して8月1日を建軍紀念日としている。
日本語版では共産党、国民党のどちらの立場にも立たず、政治的な名称を控え中立的な南昌蜂起を用いる。

## 経緯
4月12日の上海クーデターの後、1927年5月に蔣介石は中国国民党からの共産党分離を決定し、汪兆銘が主にその実行部隊であった。
これに対して共産党は独自の軍事力を持たず、いずれかの地で国民党内部の武力を一部接収する形で武装化を進めようとしていた。このころ、国民党内部にはかなり多くの共産党人士が存在しており、要職についているものも多かった（国共合作を参照のこと）。
南京、上海をはじめ、各地で国民党員が共産党員の粛清を行った。武漢では、ロイが6月5日、汪兆銘にスターリンの密電を見せると、汪兆銘は国民党主導を訴えたが、すぐには粛清のための実際行動を起さなかった。再びコミンテルンから、共産党員は国民政府から示威退出し、国民党籍のまま農村革命を推進せよという旨の緊急訓令が届き、7月13日、農政部長譚平山らの共産党員はすべて、武漢政府から脱退し、汪兆銘を罵倒する対時局宣言をひそかに発した。ようやく7月26日になって、武漢政府は全機関から共産党員を排除することを正式に発表し、ボロディンは追放され、第一次国共合作は完全に終了した。
このような中、当時北伐軍の駐留する都市の中で南昌が比較的手薄な配備であった。また、南昌の公安局長は朱徳が務めており、条件は整っていた。

## 目的

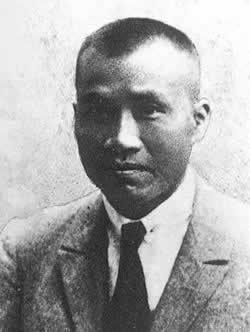
朱徳（1927年当時）

中国共産党シンパの多い国民革命軍第1集団軍第2方面軍の内部で反乱を起こし、方面軍軍長の張発奎を説得懐柔のうえ第2方面軍を掌握すること。次に掌握した部隊により、華南の中心地広州に進軍して攻略し、新たな革命政府を樹立することを武装反乱の目的とした。反乱を合図として小作人が地主傭兵から武器を奪取し、反乱に加わることも期待された。
第2方面軍は第9軍、第11軍、第20軍の三個軍から成る。当時、第11軍軍長の葉挺、南昌軍官学校長兼市公安局長の朱徳は共産党員であり、第20軍軍長の賀竜は共産党シンパであった。

## 計画
当初共産党は周恩来を首班とする前敵委員会を組織し、7月30日に決起することと決定したものの、前日に武漢から張国燾が到着し、時期尚早であり、決起後の見通しも曖昧な状態であると主張して強く反対を唱えた。朱徳こそ公安局長の職務にあり、警察権力を握っていたものの、共産党の軍事力は武漢より移動してきた張国燾、葉挺、賀龍などの北伐軍から寝返った部隊を期待せざるを得なかったため、張国燾の反対は決起そのものの成否に大きく関わる大問題であった。また、蔣介石の南京国民政府は距離は離れているものの動員可能兵力は大きく、長期戦となれば敗北は必至であった。さらに、武漢汪兆銘政権の管理する北伐軍からより多くの造反者を獲得しうるものと考えていたものの、実際には張国燾は一万程度の部隊を引き抜き、寝返らせることしかできなかった。張国燾は自らの失点を自覚しつつ、彼我の戦力差を冷静に把握していたのである。
周恩来はまず武漢で期待された役割を全うし切れなかった張国燾を、革命委員会の中枢に招き入れることで懐柔し、また決起後も共産軍の名称は使用せず、国民革命軍第2方面軍の認識番号を継続使用することを決めた。さらに、この決起は聯ソ（ソ連に協力する）・聯共（共産党に協力する）・扶助工農（労働者と農民を助ける）を目的とし、自ら共産党軍を名乗ることはしないという妥協案を示し、張国燾ら反対派を押し切った上で再度8月1日を決起日と定めた。

## 実行
反乱部隊は8月1日に決行、ほぼ午前中に一旦南昌を掌握した。当時の国民革命軍の1個師団は約5,000名から約6,000名と考えられており、1個軍は3個師団から成り約15,000名から18,000名、1個方面軍は3個軍から成り約45,000名から約54,000名と推定される。そのうち南昌の反乱には約20,000名が反乱に参加したとされる。国民革命軍第2方面軍の約4割の兵が反乱に参加したことになるが、張国涛の指摘を待つまでも無く南昌の長期維持には不十分な兵力であった。
南昌の掌握直後、反乱軍は部隊の再編を行った。反乱前の編成と同様の三個軍とし、部隊番号も上述した理由で蜂起前と同じとした。ただし各軍は反乱に参加した人数にばらつきがあり、新編軍の各兵員数もそれを引きずったままであった。第20軍は反乱に全員参加した。第11軍は隷下の第25師団の2個連隊は一部が参加しただけであった。第9軍はほぼ全員が反乱に参加せず、新第9軍は朱徳が校長をしていた軍官学校生300名、南昌市警察隊400名、少数の労働者や学生のわずか計約1,000名の寄せ集めであった。第9軍の新たな軍長は朱徳が任命された。
再編された反乱軍は、8月5日には当初の方針通り広東方面に南下を開始するものの、翌日には第11軍第10師団の全員が寝返ってしまった。さらに9日には臨川到着時に第20軍、第11軍の参謀全員が脱走した。また行軍の途中では農民からの支援がほとんど無く、食糧、水の問題が露呈した。
途中、会昌で国民党側と戦闘に至りこれを撃退したが、味方は1,400人の死傷者を出し部隊は消耗した。その後、国民党側の追撃に備え、渡河地点である大埔県三河堰において第11軍第25師団を朱徳指揮下に残し、潮安では第20軍第3師団を残すという兵力分散を行った。反乱軍の本隊は、第11軍第24師団、第20軍第1師団、第2師団の計約6,000名に過ぎなかった。
反乱軍側は汕頭、潮州到着時に、党中央が広州攻略を目指す当初の方針を変更したことを知った。内容は反乱側の部隊の「国民党革命委員会」の使用を辞め「ソビエト」と名乗ること。汕頭、潮州を放棄して陸豊、海豊地区に移動し地区の農民とともに「工農紅軍」を組織することなどであった。
対する国民党側は新編第3師団を含め5個師団の約1万5,000名が汕頭、潮州地区に集結していた。両軍は汕頭西方の豊順県湯坑で激突し反乱軍側は敗れた。9月30日、敗残兵は仙頭、潮州を放棄し陸豊、海豊に向けて退却する。途中の普寧県流沙で追撃に会い大損害を受けた。第1、第2師団は降伏し、最終的に陸豊、海豊にたどり着いたのは第24師団の敗残兵約900名強だけだった。敗残兵は彭湃らの共産党員と合流して、海豊・陸豊ソヴィエトを作った。
三河堰に残った朱徳の第25師団は、そこを守り続けていたが、本隊が湯坑や流沙で敗れたのと同じ頃、国民党側から攻撃を受け退却を始めた。本隊と合流を試みたが、途中で本隊の大敗北を知り西北方面に撤退し、江西省南部に入った。その後300名近くが部隊を去り、残されたのは900名弱であった。その後、雲南軍閥時代の友人で国民党側の将軍范石生を頼り投降した。残兵は国民革命軍第16軍140連隊に改編されて、連隊長を任され湖南省南部に駐屯した。その後、再び国民党側を離反し宜章を占領した。宜章では国民党側から攻撃を受ける前に、町の背後の山に籠り、敵に伏撃を行い武装解除させた。ここで大量の武器を捕獲し、農民軍を約2,000名近く味方に付けることに成功した。勢力を取り戻した朱徳の部隊は「工農革命軍第2師団第1連隊」と名乗った。農民軍からの参加もあり、部隊はさらに拡大を続け「工農革命軍第1師団」と改名し、2個連隊から成った。部隊はその後も拡大を続け1928年4月の時点で約1万人に達し、第1師団の他に第3、第4、第7師団が新たに編成された。しかし全員に武器を与えることができず、実力はかなり低かった。その後、朱徳の軍は井崗山で毛沢東の軍と合流することとなる。

## その後
1927年（昭和2年）12月11日、共産党は広州で武装蜂起を決行し、共産党シンパの労働者、農民を主体に都市ゲリラ戦を繰り広げた。蜂起は失敗しわずか58時間で鎮圧された（広州蜂起）。事件がソ連の広東総領事館によって計画指揮されたことが明白になったので、南京政府はソ連と国交断絶し、各地のソ連領事館の手入れを行い、広東、漢口では領事が捕縛監禁された。

## 評価
後に中国共産党は8月1日を建軍記念日とし、紅軍・八路軍・人民解放軍を通じて祝日となっている（軍隊内部のみの記念日であるが、中華人民共和国では全国各地で式典が開催される）。2015年5月現在では現役軍人のみ半日の祝日となっている。
中国人民解放軍の軍旗、国籍マーク、また軍服の帽章に描きこまれている「八一」の文字は、この南昌起義の日すなわち建軍記念日に由来する。
軍のスポーツチームには八一足球隊、八一ロケッツ、八一女子排球など「八一」を冠したチームが多い。また軍公式サイトのURLもwww.81.cn/である。

軍徽
軍旗
国籍マーク
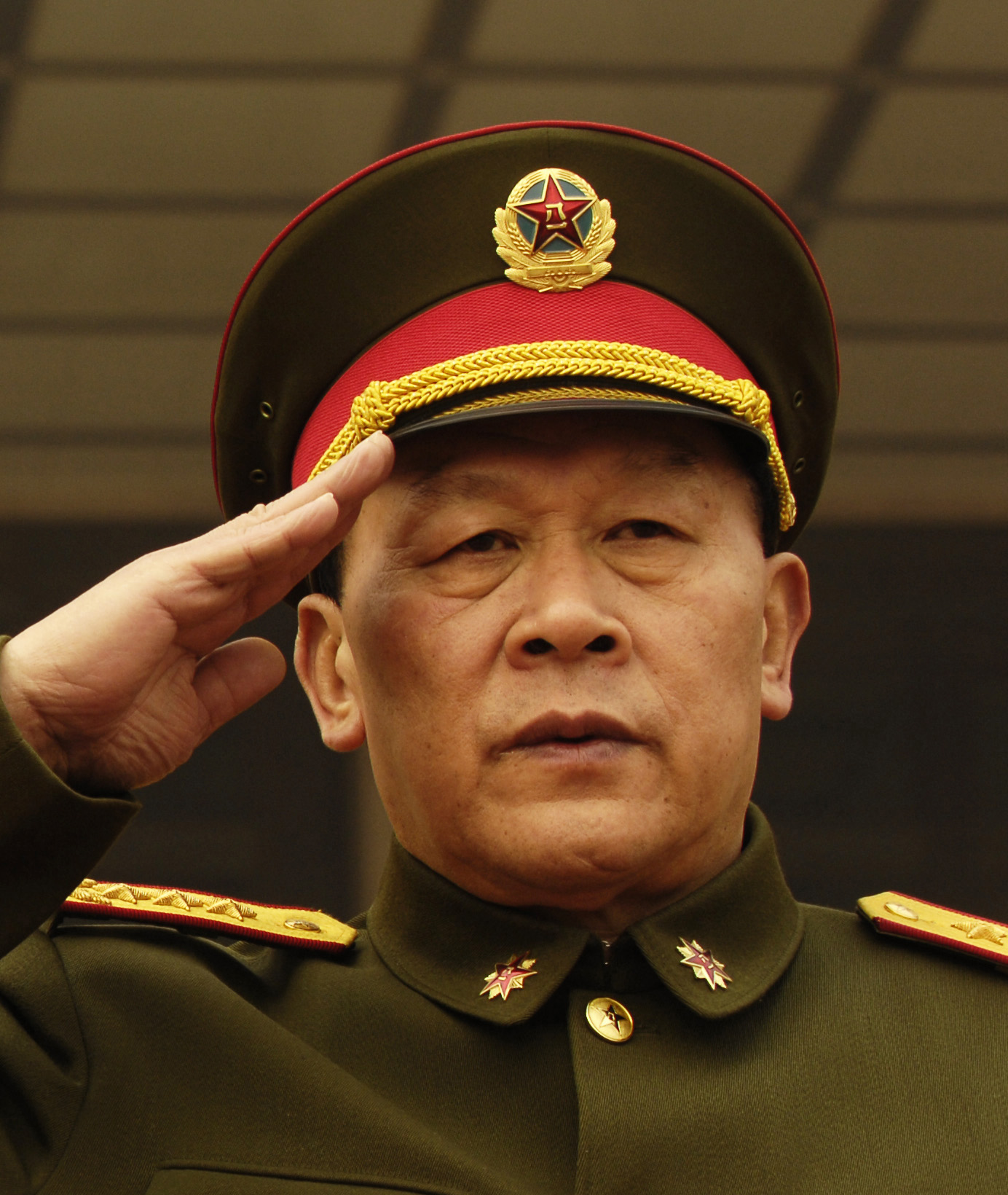
軍服の帽章